# Мирный проход
Согласно статье 19 Конвенции ООН по морскому праву под мирным проходом понимается плавание судна через территориальное море или исключительную экономическую зону с целью:
а) пройти в порт или выйти из порта
б) пересечь территориальные воды без остановки.
Плавание должно быть непрерывным и быстрым, но остановка разрешается, если она связана с обычным плаванием, необходима вследствие непреодолимой силы или для оказания помощи терпящим бедствие.
Проход считается мирным, если он не нарушает мир, общественный порядок и безопасность прибрежного государства. При осуществлении мирного прохода запрещена любая деятельность, связанная:
- с угрозой или применением силы против прибрежного государства
- с военными учениями
- со сбором любой информации, включая гидрографическую и научную
- с подъёмом в воздух или приемом на борт любого летательного аппарата
- с любой рыболовной деятельностью
- с погрузкой и выгрузкой товаров, посадкой или высадкой лиц вопреки законам прибрежного государства.

Прибрежное государство вправе принимать меры для прекращения или недопущения вышеуказанной запрещённой деятельности иностранного судна. За осуществление права мирного прохода прибрежное государство не вправе взимать с проходящего судна какие-либо пошлины. Вместе с тем, прибрежное государство вправе временно приостанавливать осуществление права мирного прохода в определённых участках своего территориального моря, если это необходимо для обеспечения его безопасности. Такое приостановление должно без дискриминации распространяться на все иностранные суда.
Статья 79 указанной Конвенции ООН также распространяет «право на проход» на трубопроводы и кабели третьих стран, запрещая противодействовать их прокладке, но накладывая на них такие же экологические требования, как и в отношении судов, в части отсутствия загрязнения окружающей среды на маршруте прохода.